# Eva Urbanová
Eva Urbanová (* 20. dubna 1961, Slaný) je česká operní pěvkyně, sopranistka. Vystupovala na světových operních scénách včetně milánské La Scaly, londýnské Covent Garden a Metropolitní opery v New Yorku, kde debutovala v roce 1998. Nahrává pro české hudební vydavatelství Supraphon. Od roku 1990 je sólistkou Opery Národního divadla v Praze.

## Kariéra
Debutovala 18. dubna 1987 v Plzni, kde zůstala až do roku 1990. Nastudovala zde role Julie (Jakobín), Amélie, Milada. V Národním divadle poprvé vystoupila 16. března 1990, od září téhož roku se stala jeho členkou. Od roku 2010 je stálým hostem Národního divadla moravskoslezského v Ostravě.

### Role
Leonora (Síla osudu), Alžběta, Eboli (obojí Don Carlos), Kostelnička (Její pastorkyňa), Rusalka a Cizí kněžna (Rusalka), Turandot (Turandot), Tosca (Tosca), Libuše, Mařenka (Prodaná nevěsta), Minnie (Děvče ze Západu), Milada (Dalibor), Gioconda (La Gioconda), Elisabeth (Tannhäuser), Julie (Jakobín), Sestra Angelica, Ortrud (Lohengrin), Mílina matka (Osud), Santuzza (Sedlák kavalír), Šárka (Šárka, autor Zdeněk Fibich), Šárka (Šárka, autor Leoš Janáček), Kněžna (Čert a Káča), Adriana Lecouvreur, Amneris (Aida), Emilia Marty (Věc Makropulos).
V roce 2009 nastudovala pod taktovkou šéfdirigenta Národního divadla Tomáše Netopila titulní part Straussovy opery Salome. V prosinci 2006 vystoupila jako bohyně Moira na světové koncertní premiéře představení Antigona Rock Opera s písní Slzy nedojmou, která pak vyšla na dvojCD tohoto projektu.
Mezi její stěžejní roli patří postava Kostelničky z opery Její pastorkyňa od Leoše Janáčka, za níž získala v letech 1997 a 2005 cenu Thálie. V roli Kostelničky, kterou zpívala například v Los Angeles v roce 2007, vystupuje dodnes na prknech Národního divadla v Praze či Národního divadla moravskoslezského v Ostravě.

### Metropolitní opera
V Metropolitní opeře debutovala 28. června 1997 v roli Santuzzy v koncertním provedení opery Pietra Mascagniho Cavalleria rusticana (Sedlák kavalír). Představení řídil Christian Badea. Na operním jevišti MET poprvé vystoupila 17. března 1998 jako Ortrud ve druhém a třetím jednání Wagnerovy opery Lohengrin pod taktovkou Jamese Levina, kdy zaskakovala za Deborah Polaski, kterou postihla během prvního dějství nevolnost. V roce 1998 zde vystoupila dále jako Tosca a znovu jako Santuzza.
Na scénu MET se vrátila v sezóně 2003/2004 v rolích Turandot, Cizí kněžny ve Dvořákově Rusalce a opět v roli Santuzzy.

### Koncerty
Mimo operních představení se pravidelně věnuje také koncertní činnosti. Mezi její stálý koncertní repertoár patří Janáčkova Glagolská mše (Londýn, Toronto, Athény), Dvořákovy skladby Stabat Mater, oratorium Svatá Ludmila (Edinburgh), Requiem nebo Te Deum. Vystupuje také ve Verdiho Requiem, v Mozartově Requiem či v Brittenově Válečném requiem, s nímž účinkovala v londýnské Royal Albert Hall.

## Ocenění
- Cena Thálie za rok 1997 a 2005
- Cena nadace Music Iuvenis – roku 1993 za nejlepší výkon
- Medaile za zásluhy o stát v oblasti umění – 2017
- Ambasador České republiky, 2023, CzechTop100